# 南陵 (名古屋市)
南陵（なんりょう）は、愛知県名古屋市緑区の町名。丁番を持たない単独町名である。住居表示未実施。

## 地理
名古屋市緑区の南部に位置し、東は桶狭間南・桶狭間上の山・桶狭間、西は桶狭間森前、北は桶狭間神明と接する。

## 歴史

### 沿革
- 2009年（平成21年）11月7日 - 緑区有松町大字桶狭間の一部（字畔道・林下・平坪・又八山・森前・藪下・六ケ廻間の各一部）より、同区南陵が成立[6]。

## 世帯数と人口
2019年（平成31年）3月1日現在の世帯数と人口は以下の通りである。
| 町丁 | 世帯数    | 人口    |
| ---- | --------- | ------- |
| 南陵 | 1,388世帯 | 2,749人 |

## 学区
市立小・中学校に通う場合、学校等は以下の通りとなる。また、公立高等学校に通う場合の学区は以下の通りとなる。なお、小学校は学校選択制度を導入しておらず、番毎で各学校に指定されている。
| 小学校                                      | 中学校               | 高等学校 |
| ------------------------------------------- | -------------------- | -------- |
| 名古屋市立桶狭間小学校 名古屋市立南陵小学校 | 名古屋市立有松中学校 | 尾張学区 |

## 施設
- 有松ジャンボリー
  - フィール 有松ジャンボリー
  - ヤマダデンキ テックランド有松インター店
  - スポーツデポ有松インター店
- 名古屋市立桶狭間幼稚園
- 市営桶狭間荘

## 交通
- 愛知県道243号東海緑線

## その他

### 日本郵便
- 郵便番号 : 458-0918[3]（集配局：緑郵便局[9]）。